# Заједничко веће општина
Заједничко веће општина (ЗВО; хрв. Zajedničko vijeće općina, ZVO) је тело које усклађује интересе српске етничке заједнице у источној Славонији, Барањи и западном Срему на подручју Осјечко-барањске и Вуковарско-сријемске жупаније, координише права и даје иницијативе и предлоге према институцијама власти Републике Хрватске.

## Оснивање и статус
ЗВО је у формално-правном смислу настао као удружење sui generis на основу међународно правног акта Ердутског споразума потписаног 12. новембра 1995. године на основу којег је завршен рат у Хрватској и започео процес мирне реинтеграције на простору Источне Славоније, Барање и Западног Срема и одлуке Владе Републике Хрватске од 15. октобра 1997. године. Своја специфична права, у основи стечена права ЗВО црпи из писма Владе Републике Хрватске по завршетку мирне реинтеграције у хрватском Подунављу од 13. јануара 1997. године.
ЗВО је саветодавно тело које прати и анализира укупну проблематику у сфери доследног спровођења просветне и културне аутономије, те штити људска, грађанска и мањинска права српске етничке заједнице у складу с Уставом Републике Хрватске, позитивним законским прописима, те међународно признатим и правно релевантним споразумима којима се утврђује и правно регулише статус и положај српске заједнице на овом простору.
Циљ и сврха оснивања ЗВО-а је промовисање и заштита људских права, унапређивање демократских институција друштва и владавине права, те бољи живот за сваког човека. Посебни нагласак Веће ставља на остваривање и заштиту права и интереса припадника српске националне мањине, на основу Уставног закона о правима националних мањина Републике Хрватске.

## Организација
ЗВО чини Скупштина, састављена од већника из редова српске етничке заједнице без обзира на њихову страначку припадност, а који су изабрани на изборима за тела јединица локалне управе и самоуправе на подручју Осјечко-барањске и Вуковарско-сријемске жупаније, у складу са Статутом ЗВО-а. У актуелном мандату Скупштина броји 28 већника. Скупштина је највише тело ЗВО-а која, између осталог бира председника који своју дужност обавља професионално. Аутоматизмом дожупани из две поменуте жупаније из редова српске етничке заједнице су и потпредседници ЗВО-а. Потпредседници су Ђорђе Ћурчић и Јован Јелић. Чланови ЗВО-а су општине Трпиња, Ердут, Маркушица, Борово, Јагодњак, Негославци, Шодоловци и градови Вуковар и Бели Манастир.
ЗВО своје активности проводи кроз три одбора:
- Одбор за заштиту људских, грађанских и мањинских права[2]
- Одбор за образовање, културу и спорт[3]
- Одбор за медије, информисање и веру[4]

### Медији
У склопу Одбора за медије, информисање и веру крајем 2006. године покреће се самостални часопис иЗВОр.
Након процеса мирне реинтеграције, простора Подунавља, припадници српске етничке заједнице спознали су потребу за квалитетним, правовременим и независним информисањем. Препознајући такву потребу ЗВО је иницирало оснивање Телевизијске продукције ЗВО-а. Основни задатак Продукције је производња телевизијских емисија како за српску етничку заједницу тако са претпоставком и за друге етничке заједнице у Републици Хрватској. У сарадњи са Радио-телевизијом Војводине, на фреквенцијама РТВ-а се два пута месечно емитује Хроника Славоније, Барање и западног Срема, телевизијска емисија намењена српској заједници у Републици Хрватској. У априлу 2018. године отворен је нови медијски пројекат Срби.хр који делује као интернет портал.

### Култура и спорт
ЗВО-а организује традиционалне културне манифестације: Селу у походе, Међународни фестивал дечјег фолклора, Хорско духовно вече, Изложба ликовног стваралаштва.
У организацији ЗВО се одржавају Фудбалска лига ветерана ЗВО-а која окупља ветеране 10 фудбалских клубова, Шаховска лига ЗВО-а и лига у гађању глинених голубова.
Представници Већа су 23. маја 2011. године по први пут организовали обележавање Дана Заједничког већа општина.

## Председници
- Милош Војновић (1997—2001)
- Јован Ајдуковић (2001—2005)
- Драган Црногорац (од 2005)